# Patrick Rasch
Patrick Rasch (Uitgeest, 29 oktober 1968) is een voormalig Nederlands wielrenner.

## Belangrijkste overwinningen
1987
- Ronde van Noord-Holland
- Trofee van Vlaanderen

1989
- 3e etappe deel a Olympia's Tour

1990
- Eindklassement OZ Wielerweekend
- 3e etappe OZ Wielerweekend
- Rund um Düren

1992
- Omloop Houtse Linies

1993
- Ronde van Noord-Holland

## Tourdeelnames
geen